# Cratere Chaminuka
Chaminuka  è un cratere sulla superficie di Cerere.